# Reuzenhoningbij
De reuzenhoningbij (Apis dorsata) is een bijensoort die behoort tot het geslacht honingbijen. 
Gemiddeld worden reuzenhoningbijen 17 tot 20 millimeter lang. Deze lengte kan per ondersoort variëren. De ondersoort met de grootste bijen is de Apis dorsata laboriosa.

## Het nest

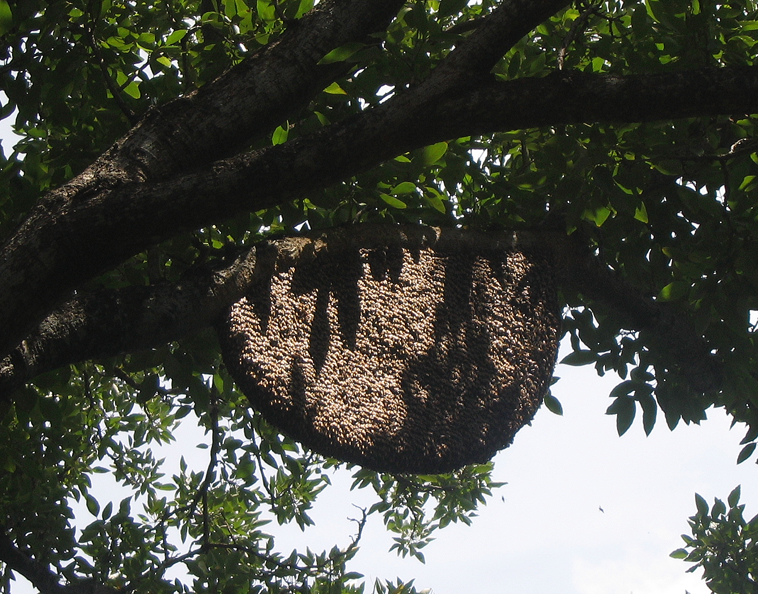
Een nest van de reuzenhoningbij in Thailand.

Nesten van de reuzenhoningbij worden vaak gebouwd op open plekken ver boven de grond, zoals in bomen of onder een klif. Soms wordt zelfs een gebouw gebruikt voor een nest. Elk nest bestaat uit een enkele verticale bijenraat, bedekt met meerdere lagen bijen. Deze schijfvormige nesten kunnen een breedte bereiken van wel 1,80 meter.

### Gevaarlijk
De reuzenhoningbij is een vrij agressieve bijensoort, die nooit door imkers is gehouden. Nesten worden wel vaak door mensen leeggeroofd van honing en bijenwas. Indien een kolonie wordt verstoord, kan de bij een groot gevaar opleveren.

## Verspreiding
De reuzenhoningbij komt voor in de zuidelijke en zuidoostelijke gedeeltes van Azië, met name in gebieden met veel bossen zoals de Terai in Nepal.
De bijen leven in een warm tot tropisch klimaat, en migreren doorgaans per seizoen. Er zijn bewijzen dat de bijen na verloop van tijd weer terugkeren naar een oude nestplaats, ook al zijn tegen die tijd vrijwel alle originele bijen van de vorige keer gestorven en vervangen door nieuwe. Het is nog altijd een raadsel hoe de nieuwe bijen desondanks de locatie van het oude nest weten.

## Ondersoorten
Engel (1999) erkende de volgende ondersoorten van de reuzenhoningbij:
- Apis dorsata dorsata; voornamelijk aangetroffen in India
- Apis dorsata binghami (Indonesische honingbij); uit Maleisië en Indonesië.
- Apis dorsata breviligula; uit de Filipijnen
- Apis dorsata laboriosa; uit Myanmar, Laos, en het zuiden van China.